# Mary Acworth Evershed
Mary Acworth Orr Evershed (* 1. Januar 1867 in Plymouth Hoe, Devon, England; † 25. Oktober 1949 in Surrey, England) war eine britische Astronomin und Autorin.

## Leben und Werk

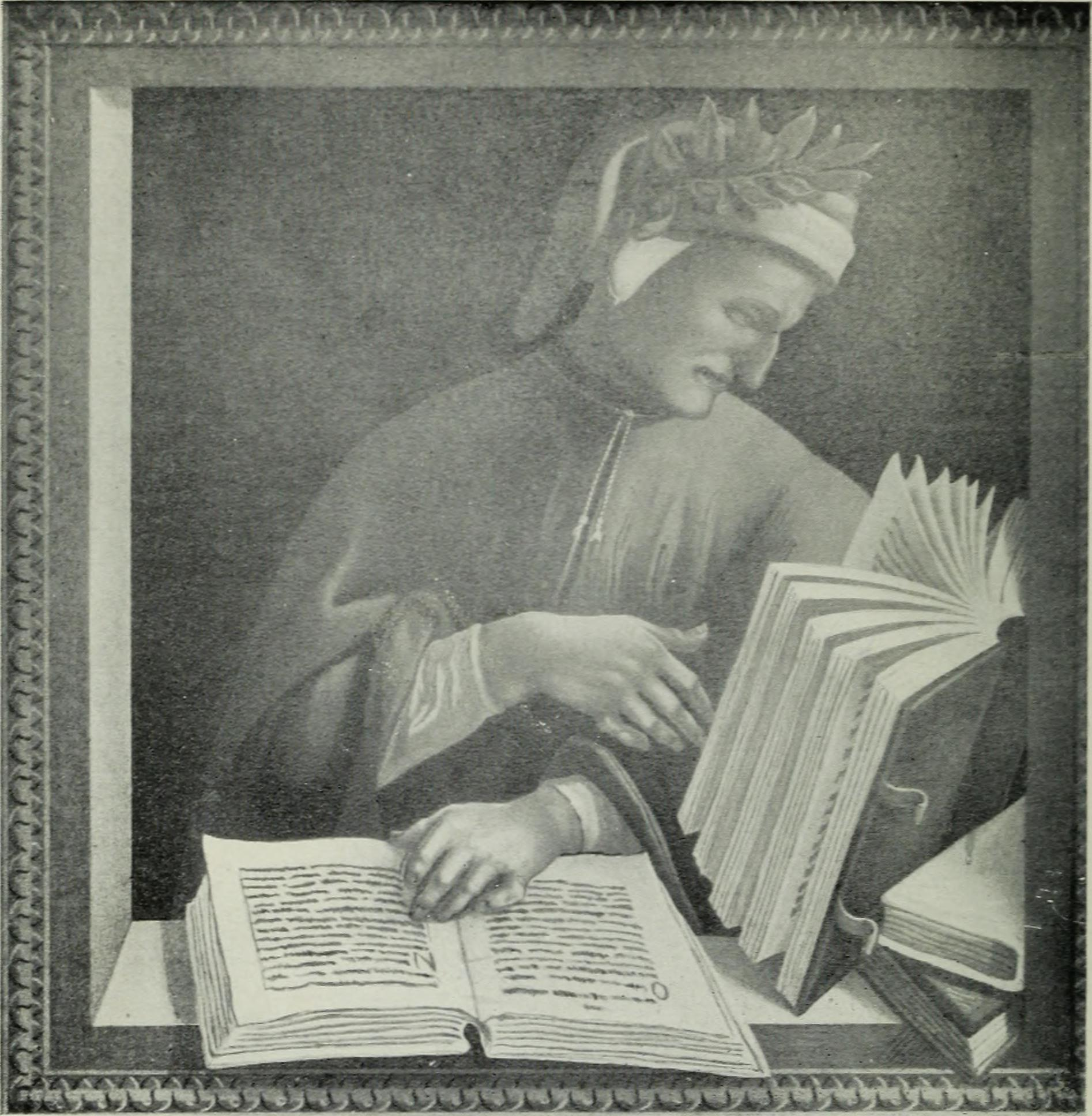
Bild in dem Buch Dante and the early astronomers: Aus einem Fresko von Luca Signerelli in Orvieto

Evershed wurde als Mary Acworth Orr als fünftes Kind von Ruth Orr und dem Armeeoffizier Andrew Orr geboren. Nach dem Tod ihres Vaters wurden sie und ihre Geschwister von ihrer Mutter im Haus ihres Großvaters in einem Pfarrhaus in der Nähe von Bath erzogen. Sie und ihre Schwester Lucy erhielten ihre Ausbildung zu Hause von einer Gouvernante, die die Schwestern nach Deutschland und Italien begleitete, als diese dort Sprachen und Kunst studierten. Sie lebten von 1888 bis 1890 in Florenz, wo sich Evershed mit den Werken des Dichters Dante Alighieri beschäftigte. Danach zog sie mit ihrer Familie nach Australien und Neuseeland und lebte 5 Jahre in der Nähe von Sydney. Hier legte sie in Tasmanien und Westaustralien Pflanzensammlungen an und lernte den Astronomen John Tebbutt an seinem Observatorium in Windsor kennen. Als sie feststellte, dass es keine einfachen Sternenkarten des südlichen Himmels gab, veröffentlichte sie 1897 An Easy Guide to the Southern Stars mit einem Vorwort von Tebbutt. Dieser Atlas für Anfänger enthält Karten von mit bloßem Auge erkennbaren Sternen und Sterngruppen, die von Australien aus sichtbar sind.
Nach ihrer Rückkehr nach Großbritannien 1895 wurde Evershed ein aktives Mitglied der kurz zuvor gegründeten British Astronomical Association. Sie war bereits seit 1891 Mitglied der Astronomical Society of the Pacific und benutzte ab 1900 in ihrem Haus in Frimley, Surrey, einen 3-Zoll-Refraktor, um veränderliche Sterne zu beobachten. Sie nahm an Expeditionen der British Astronomical Association teil, um Sonnenfinsternisse in Algerien und in Vadso, Norwegen zu beobachten.

## Tätigkeiten in Indien am Kodaikanal-Observatorium

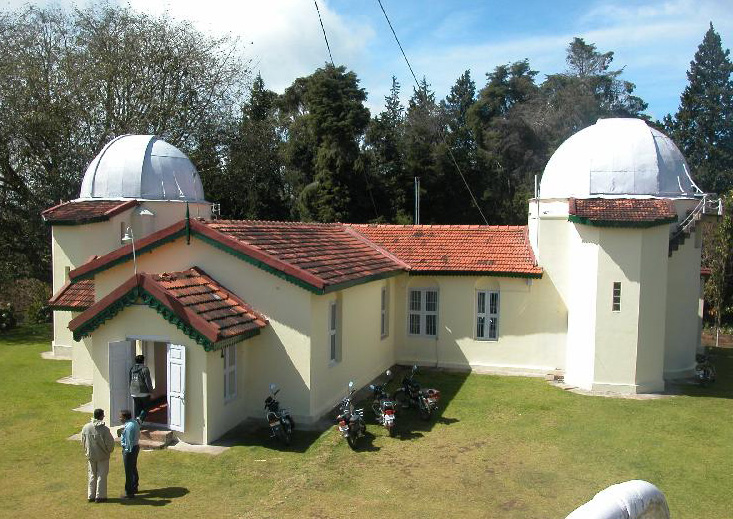
Sonnenobservatorium Kodaikanal

Evershed lernte 1896 auf der Norwegenexpedition ihren späteren Ehemann John Evershed kennen, dem 1906 eine Stelle als Assistenzastronom am Observatorium in Kodaikanal in Indien angeboten wurde. Nach der Heirat reiste sie mit ihm über die Vereinigten Staaten und Japan nach Indien, wo er 1907 seine Stelle antrat und 1911 zum Direktor des Observatoriums ernannt wurde. Von 1906 bis 1923 arbeitete sie mit ihrem Mann am Kodaikanal-Observatorium in den Palani-Bergen in Südindien und führte unter anderem fotografische Beobachtungen von Sonnenflecken durch.
Neben ihrer Sternenbeobachtung nutzte Evershed in Indien die Gelegenheit, Pflanzen zu sammeln, die 1957 im Herbarium des British Museum deponiert wurden. Gemeinsam mit ihrem Mann veröffentlichte sie eine Reihe astronomischer Werke und 1913 unter ihrem Mädchennamen Orr das Buch Dante and the Early Astronomer.
Sie begleitete ihren Mann bei verschiedenen Expeditionen nach Kaschmir und Neuseeland zur Erprobung von Standorten und 1922 einer Sonnenfinsternis-Expedition nach Australien. Im Observatorium machte sie sich mit der Arbeit der Spektroheliographen vertraut, wobei ihr besonderes Interesse Sonnenprotuberanzen galt. 1913 veröffentlichte sie einen umfangreichen Aufsatz in den Monthly Notices of the Royal Astronomical Society, in dem sie Aufzeichnungen von Sonnenflecken analysierte, die zwischen 1908 und 1910 entstanden waren. Sie klassifizierte diese als aktiv und eruptiv und verfolgte deren Bewegungen anhand von in kurzen Abständen aufgenommenen Fotografien. Evershed verfolgte die gleiche Forschung in einem gemeinsamen Artikel mit ihrem Ehemann, der 1917 vom Kodaikanal Observatory veröffentlicht wurde. Die hauptsächlich von ihr durchgeführte Analyse umfasste fast 60.000 einzelne Protuberanzbeobachtungen, die einen gesamten Sonnenfleckenzyklus abdeckten.
Nach ihrer Rückkehr nach England im Jahr 1923 wurde Evershed zum Fellow der Royal Astronomical Society gewählt und gründete sieben Jahre später die Historical Section der British Astronomical Association, die sie bis 1944 leitete. Sie nahm an den Sonnenfinsternis-Expeditionen 1927 nach Yorkshire und 1936 nach Griechenland teil und veröffentlichte eine Reihe von Artikeln im Journal of the British Astronomical Association. Sie organisierte ein internationales Team von Astronomen, um Who is Who on the Moon, einen Index aller benannten Mondformationen mit mehr als 600 Personennamen und Kurzbiografien, zusammenzustellen und 1938 zu veröffentlichen.
Evershed starb 1949 in ihrem Haus in Surrey an Krebs.

## Ehrungen
- 1924: Fellow of the Royal Astronomical Society
- 1971: Benennung des Kleinplaneten 12628 nach Evershed: Ackworthorr[3][4]

## Veröffentlichungen (Auswahl)
- Easy Guide to Southern Stars. 1896.
- Black Star-Lore. Journal of the British Astronomical Association, vol. 9, 1898, S. 68–70.
- Variable Stars of Long Period. Journal of the British Astronomical Association, vol. 15, 1905, S. 129–132.
- Dante and Mediaeval Astronomy. The Observatory vol. 34, 1911, S. 440 (mit John Evershed)
- Some Types of Prominences Associated with Sun-Spots. Monthly Notices of the Royal Astronomical Society, vol. 73, 1913, S. 422.
- The Origin of the Constellations. The Observatory vol. 36, 1913, S. 179.
- Dante and the Early Astronomers. Gall & Inglis, 1914.
- The Sea-goat. The Observatory vol. 37, 1914, S. 322.
- Stars of the Southern Skies. Longmans, Green & Co., 1915.
- Arab Astronomy. The Observatory vol. 58, 1935, S. 237.